# 독고윤
독고윤(獨孤潤, 1949년 3월 28일~ , 서울특별시)은 대한민국의 경영학자이자 대학교수이다. 아주대학교의 경영대학 학장과 경영대학원장을 지냈다. 본관은 남원.

## 학력
- 서울대학교 무역학과 경제학 학사
- 캘리포니아 대학교 버클리 대학원 경영학 석사
- 펜실베이니아대학교 대학원 재무학 박사

## 경력
- 서울대학교 경영대학 금융연구소 객원교수
- 아주대학교 경영대학 경영학부 교수
- 아주대학교 경영대학 학장
- 아주대학교 경영대학원 원장
- 교육인적자원부 국립대학교 개혁실적 평가위원회 위원장
- 교육과학기술부 연구윤리위원회 위원